# Liberty County, Montana
Liberty County är ett administrativt område i delstaten Montana, USA. År 2010 hade countyt 2 339 invånare. Den administrativa huvudorten (county seat) är Chester. 

## Geografi
Enligt United States Census Bureau har countyt en total area på 3 748 km². 3 704 km² av den arean är land och 44 km² är vatten. 

### Angränsande countyn
- Toole County, Montana - väst
- Pondera County, Montana - sydväst
- Chouteau County, Montana - syd
- Hill County, Montana - öst
- gränsar mot Kanada i norr